# وانغ بينج (لاعب كرة قدم)
وانغ بينج (بالصينية: 王鹏) هو لاعب كرة قدم صيني، ولد في 16 نوفمبر 1997 في غوانزو في الصين. لعب مع نادي غوندومار.

## وصلات خارجية
- وانغ بينج (لاعب كرة قدم) على موقع قاعدة بيانات كرة القدم.إي يو (الإنجليزية)
- وانغ بينج (لاعب كرة قدم) على موقع Soccerway.com (الإنجليزية)